# Věra Gärtnerová
Věra Gärtnerová (* 21. srpna 2002 Praha) je česká reprezentantka v sedmičkovém a patnáctkovém ragby. 
V roce 2023 vybojovala s českou reprezentací Ragby VII třetí místo na Evropských hrách v Krakově.